# Francesco Stocco (cacciatorpediniere)
Il Francesco Stocco è stato un cacciatorpediniere (e successivamente una torpediniera) della Regia Marina.

## Storia

### La prima guerra mondiale

#### 1917
Costruito tra il febbraio 1916 ed il luglio 1917, lo Stocco apparteneva alla classe Giuseppe Sirtori. Una volta completata, la nave divenne parte dell'Armata Navale il 9 luglio 1917, venendo adibita a compiti di supporto ai monitori, ricognizioni offensive e crociere di protezione nell'Adriatico settentrionale.
Nella notte tra il 13 ed il 14 agosto 1917 la nave lasciò Venezia unitamente alle altre unità della propria squadriglia (i gemelli Vincenzo Giordano Orsini, Giuseppe Sirtori, Giovanni Acerbi) e ad altri sei cacciatorpediniere (Animoso, Ardente, Audace e Giuseppe Cesare Abba, che formavano una squadriglia, nonché Carabiniere e Pontiere, che formavano una sezione) per scontrarsi con un gruppo di navi nemiche, ovvero i cacciatorpediniere Streiter, Reka, Velebit, Scharfschutze e Dinara e 6 torpediniere, che avevano appoggiato un'incursione aerea contro la piazzaforte veneta (nell'attacco, portato da 32 velivoli, era stato colpito l'ospedale di San Giovanni e Paolo e vi erano stati 14 morti e circa 30 feriti). Solo l’Orsini riuscì ad avere un breve e fugace contatto con le navi austriache, che dovette tuttavia interrompere in quanto rischiava di essere mandato contro i campi minati avversari: persa di vista, la formazione austroungarica poté allontanarsi senza problemi.
Il 29 settembre dello stesso anno la nave uscì in mare assieme al resto della squadriglia «Orsini» (Abba, Acerbi ed Orsini), all'esploratore Sparviero ed alla squadriglia cacciatorpediniere «Audace» (cacciatorpediniere Ardente, Ardito ed Audace) a supporto di un bombardamento effettuato da 10 aerei Caproni del Regio Esercito contro Pola. Più o meno contemporaneamente, idrovolanti austroungarici attaccarono Ferrara, incendiando il dirigibile M 8: a sostegno di tale attacco erano in mare i cacciatorpediniere austroungarici Turul, Velebit, Huszár e Streiter e le torpediniere TB 90F, TB 94F e TB 98M (per altre fonti le torpediniere erano quattro). Avvisata di tale attacco, la formazione italiana fece rotta su Rovigno, al largo della quale sarebbero probabilmente passate le navi avversarie di ritorno dall'azione: alle 22.03, infatti, lo Sparviero avvistò unità sconosciute ad un paio di miglia, e due minuti più tardi gli opposti gruppi aprirono il fuoco ingaggiando un breve scontro serale. Giunte a 2000 metri di distanza, le navi aprirono un intenso fuoco d'artiglieria. Secondo fonti italiane lo scontro si concluse alle 22.30, quando le due formazioni persero il contatto per via delle loro rotte divergenti (i due gruppi ripresero poi contatto alle 22.45, perdendolo però del tutto dopo qualche minuto), senza conseguire risultati di rilievo. Secondo fonti austroungariche lo Sparviero (nave di bandiera del comandante della formazione, il Principe di Udine), dopo essere stato seriamente danneggiato da un colpo a segno, lasciò la linea di combattimento e pertanto anche le altre navi italiane interruppero lo scontro e si ritirarono, mentre da parte austriaca il Velebit fu danneggiato da un proiettile italiano che mise fuori uso i sistemi di governo e provocò un incendio. Lo Streiter prese a rimorchio la nave danneggiata, ma a quel punto sopraggiunsero due cacciatorpediniere italiani che si portarono a circa mille metri, allontanandosi tuttavia dopo essere stati fatti oggetto del fuoco da parte dello Streiter, del Velebit e delle torpediniere.
Il 16 novembre 1917 lo Stocco lasciò Venezia e fu inviato, insieme ad Animoso, Acerbi, Ardente, Abba, Audace ed Orsini, a contrasto del bombardamento effettuato dalle corazzate austroungariche Wien e Budapest contro le batterie d'artiglieria e le linee italiane di Cortellazzo (le due corazzate erano arrivate alle 10.35 davanti a Cortellazzo, aprendo quindi il fuoco contro le truppe italiane e venendo contrastate subito dalle artiglierie di terra e poi da tre attacchi aerei: dopo aver interrotto il fuoco alle 11.52 per non interferire con le proprie truppe di terra, le due unità si riportarono a tiro alle 13.30, aprendo il fuoco cinque minuti più tardi). I cacciatorpediniere, portatisi ad ovest della zona attaccata, supportarono l'attacco dei MAS 13 e 15 che, insieme a quelli di aerei e dei sommergibili F 11 ed F 13, contribuì a disturbare l'azione nemica, sino al ritiro delle due corazzate.
Il 28 novembre Sirtori, Stocco, Acerbi, Orsini, Animoso, Ardente, Ardito, Abba ed Audace, insieme agli esploratori Aquila e Sparviero, partirono da Venezia e, insieme ad alcuni idrovolanti di ricognizione, si posero alla ricerca di una formazione austroungarica che aveva attaccato le coste italiane. I cacciatorpediniere Triglav, Reka e Dinara e le torpediniere TB 78, 79, 86 e 90 avevano infatti danneggiato un treno e le linee ferroviaria e telegrafica alle foci del Metauro, mentre un secondo gruppo, composto dai cacciatorpediniere Dikla, Streiter ed Huszar e da quattro torpediniere, aveva infruttuosamente attaccato dapprima Porto Corsini e poi Rimini. Le due formazioni si erano poi riunite, iniziando la navigazione di rientro e subendo alcuni attacchi da parte di idrovolanti. Le navi italiane dovettero rinunciare all'inseguimento allorché giunsero in vista di quelle nemiche nei pressi di Capo Promontore, troppo vicino a Pola, principale base navale austroungarica.

#### 1918
Il 10 gennaio 1918 lo Stocco ricevette una targa bronzea realizzata dal romano Domenico Cucchiari su commissione della provincia di Catanzaro, dove Francesco Stocco era nato: a consegnare la targa, su delega della Deputazione Provinciale di Catanzaro, fu il barone Evellino Marincola di San Floro.
Il 10 febbraio 1918 la nave fu inviata a Porto Levante insieme all'esploratore Aquila ed ai cacciatorpediniere Sirtori, Acerbi, Ardente ed Ardito (la formazione era al comando del capitano di fregata Pietro Lodolo, e per alcune fonti ne faceva parte anche il MAS 18) per fornire eventuale appoggio all'incursione di MAS divenuta poi nota come beffa di Buccari. Le navi, ormeggiatesi a Porto Levante, si tennero pronte ad intervenire per ordine del Comando in Capo di Venezia (per altre fonti incrociarono con funzioni di protezione), ma il loro intervento non fu necessario.
Nella notte tra il 13 ed il 14 maggio dello stesso anno lo Stocco, il Sirtori, l'Acerbi, l'Orsini e l'Animoso, insieme alle torpediniere costiere 9 PN e 10 PN ed ai MAS 95 e 96, fornirono supporto al fallimentare tentativo di attacco del barchino silurante «Grillo» contro la base di Pola. L'operazione, al comando del capitano di fregata Costanzo Ciano, era già stata tentata ma interrotta nelle notti tra l'8 ed il 9 aprile, tra il 12 ed il 13 aprile, tra il 6 ed il 7 maggio, tra il 9 ed il 10 maggio e tra l'11 ed il 12 maggio. Le navi lasciarono Venezia alle 17.30 del 13 maggio. I MAS rimorchiavano il barchino «Grillo», il cui rimorchio, giunti nel punto previsto, venne lasciato alle 2.18. L'attacco del «Grillo» si svolse tra le 3.16 e le 3.18, senza conseguire risultati e portando alla distruzione del barchino. I MAS, illuminati dai proiettori alle 3.35 e alle 3.40, si allontanarono e si riunirono ai cacciatorpediniere in appoggio alle cinque del mattino, dirigendo quindi per tornare in porto.

Nella notte tra il 1º ed il 2 luglio 1918 i cacciatorpediniere Stocco, Sirtori, Acerbi, Orsini, Giuseppe Missori, Giuseppe La Masa ed Audace fornirono supporto a distanza ad una formazione composta da sette torpediniere (la squadriglia composta dalle torpediniere costiere 64 PN, 65 PN, 66 PN, 40 PN e 48 OS, più, in appoggio, le torpediniere d'alto mare Climene e Procione) che bombardò le linee austro-ungariche tra Cortellazzo e Caorle (procedendo a bassa velocità tra le due località) e simulò poi uno sbarco (allo scopo furono impiegate le torpediniere 15 OS, 18 OS e 3 PN ed alcuni pontoni da sbarco fittizi a rimorchio) per distrarre le truppe nemiche e favorire l'avanzata italiana. Il gruppo dei cacciatorpediniere si scontrò anche con i cacciatorpediniere austroungarici Csikós e Balaton e con due torpediniere (la TB 83F e la TB 88F), in mare a supporto di un attacco aereo su Venezia: le unità avversarie, partite da Pola nella tarda serata del 1º luglio, erano state infruttuosamente attaccate con un siluro da un MAS (lanciato contro il Balaton, che aveva una caldaia in avaria) alle prime luci dell'alba del 2 luglio. I cacciatorpediniere italiani giunsero in vista di quelli austriaci alle 3.10 ed aprirono il fuoco, provocando l'immediata reazione delle artiglierie delle unità austroungariche: ne seguì un breve scambio di cannonate, durante il quale le navi avversarie, specie il Balaton, ebbero alcuni danni. Anche lo Stocco rimase danneggiato nello scontro, con alcuni morti e feriti tra l'equipaggio ed un incendio a bordo che lo costrinse a fermarsi (dopo aver evitato due siluri manovrando), privando la formazione italiana anche dell'Acerbi, fermatosi a sua volta per assistere la nave gemella. 

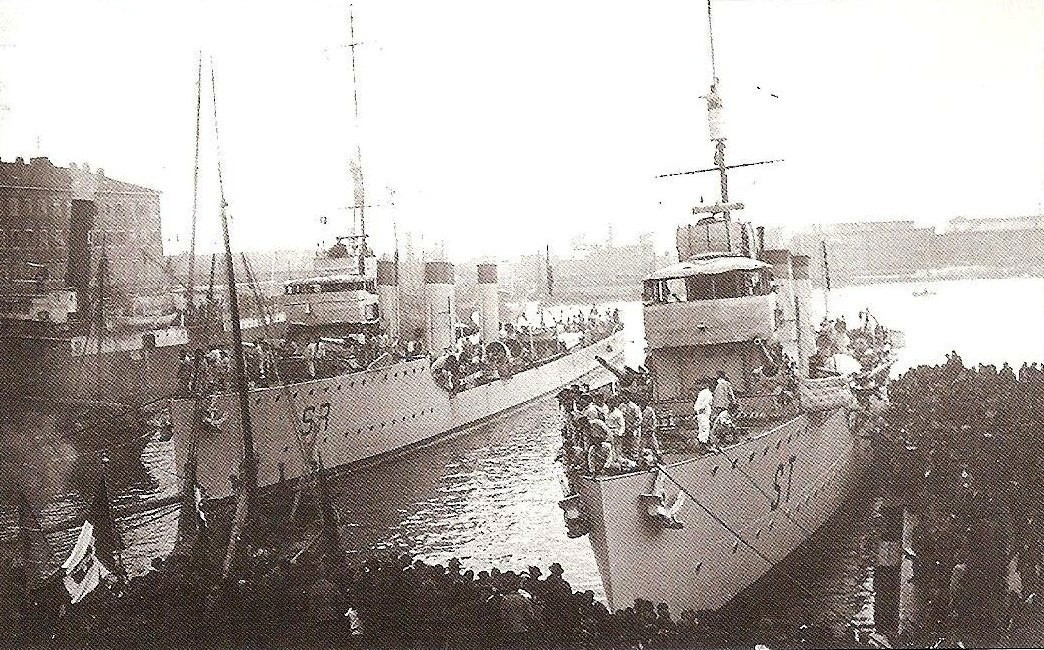
L'arrivo di Stocco (a destra) e Sirtori a Fiume, il 4 novembre 1918.

 Il Balaton, colpito da diversi proiettili sul ponte di prua, si portò in posizione più avanzata, mentre Missori, Audace e La Masa si scontravano con il Csikós e le due torpediniere: entrambe le formazioni lanciarono i propri siluri senza risultato, mentre il Csikós fu colpito da un proiettile nel locale caldaie poppiero ed anche le due torpediniere furono colpite da un proiettile ciascuno. Dopo qualche tempo le unità italiane si allontanarono e proseguirono nel loro compito, mentre quelle austriache ripiegavano verso Pola.
Nella mattinata del 4 novembre 1918 lo Stocco, il Sirtori, l'Acerbi e l'Orsini salparono da Venezia insieme alla vecchia corazzata Emanuele Filiberto (nave di bandiera del contrammiraglio Rainer, al comando dell'operazione), per prendere possesso di Fiume. Durante la navigazione l'Acerbi e l'Orsini furono distaccate per occupare rispettivamente Abbazia e Lussino, mentre le altre tre unità giunsero a Fiume alle 14 del 4 novembre (avendo preferito non attraversare il Quarnaro nottetempo, stante il pericolo costituito dai campi minati), favorevolmente accolti dalla popolazione italiana (per altra fonte le navi arrivarono a Fiume prima delle 11.30). Dato che la città era assegnata alla Croazia, e non all'Italia, dal patto di Londra, l'occupazione fu soltanto formale, senza sbarchi di truppe, sino al 17 novembre, quando arrivarono altre navi italiane con truppe a bordo. Il 10 novembre 1918, nel frattempo, lo Stocco ripartì da Fiume e prese possesso anche di Cherso (altre fonti collocano l'arrivo a Cherso al 6 novembre). L'evento fu commemorato a Cherso con un dipinto dello Stocco e la monumentalizzazione di parte della catena d'àncora del cacciatorpediniere.

### Il primo dopoguerra e gli anni venti e trenta
Il 14 settembre 1919 lo Stocco fu inviato a Fiume con a bordo l'ammiraglio Casanuova, comandante del Dipartimento di Venezia, che doveva riportare all'ordine la situazione della Regia Marina a Fiume in seguito all'ammutinamento di parte degli equipaggi di alcune unità (la corazzata Dante Alighieri, l'esploratore Carlo Mirabello ed i cacciatorpediniere Giuseppe Cesare Abba e Francesco Nullo) che si erano schierati con il poeta Gabriele D'Annunzio nell'intento di occupare la città (Casanuova fu però arrestato appena giunto sulla Dante Alighieri). Tornato a Pola, lo Stocco fu nuovamente inviato a Fiume il 7 dicembre.
Nella mattinata dell'11 ottobre 1919 lo Stocco contribuì, insieme alla torpediniera costiera 42 PN, a fermare e costringere al rientro a Venezia il sommergibile F 16, che aveva lasciato la base veneta per congiungersi ai legionari fiumani di D'Annunzio. L'F 16 lasciò l'ormeggio alle 6.30, ed alle 8.30 passò davanti al posto di guardia di San Nicoletto senza farsi riconoscere né rispondere ai segnali od attendere ordini, destando così forti sospetti. La 42 PN, che era di guardia, accese le caldaie su iniziativa del comandante, mettendo in moto alle 8.45, ed alla stessa ora il comandante della Difesa Marittima di Venezia, capitano di vascello Ettore Rota, telefonò all'ufficiale addetto al Passo Spignon, ordinandogli di andare a bordo dello Stocco per ordinare l'immedata accensione delle caldaie, dopo di che mandò un fonogramma ufficiale con l'ordine di uscire per costringere con ogni mezzo l'F 16 a tornare in porto: qualora il sommergibile fosse scomparso, lo Stocco avrebb dovuto cercarlo lungo la rotta che da Venezia portava a Capo Promontore, tenendosi in contatto radiotelegrafico con Venezia. Rota comunicò poi allo Stocco le informazioni sull'inseguimento dell'F 16 da parte della 42 PN. Il sommergibile, fermato dalla 42 PN, fu costretto a tornare in porto.
Il 29 aprile 1920 il cacciatorpediniere, in navigazione al largo di Fiume, fu fatto segno del tiro di 25 proiettili da parte di una batteria costiera in mano ai legionari dannunziani, che tentarono anche la cattura della nave con delle motosiluranti. Lo Stocco rientrò ad Abbazia.
Nel 1920 la nave fu sottoposta a modifiche che videro la sostituzione dei 6 cannoni singoli da 102/35 mm Schneider-Armstrong 1914-15 con quelli del più moderno modello da 102/45 Schneider-Armstrong 1917. Rimasto in Alto Adriatico e Dalmazia sino al 1921, effettuando crociere di sorveglianza a protezione del traffico italiano e dei collegamenti con Venezia e Trieste, il cacciatorpediniere venne poi assegnato al Comando Militare Marittimo di Brindisi, venendo saltuariamente dislocato a Saseno, sempre nel corso del 1921. La nave stazionò inattiva a Brindisi fino all'estate del 1923, quando venne assegnata alla II Squadriglia Cacciatorpediniere (Forza Navale del Mediterraneo).
Sino al marzo 1927 lo Stocco ebbe base a Taranto e Messina, venendo adibito ad uso locale con impiego piuttosto rado, dopo di che fu assegnato alla V Squadriglia dell'Armata, partecipando quindi all'attività di addestramento, compiuta principalmente in Mar Tirreno. Nel 1928 il cacciatorpediniere fu assegnato alla Divisione Speciale, operando attivamente in Adriatico: nel 1929 l'unità, insieme ai gemelli Sirtori ed Acerbi ed all'Ippolito Nievo, appartenente alla classe Pilo, formava la X Squadriglia Cacciatorpediniere, che, insieme alla IX (cinque unità) ed all'esploratore Aquila, costituiva la 5ª Flottiglia della Divisione Speciale, che includeva anche l'esploratore Brindisi. Nel corso dello stesso anno il cacciatorpediniere prese parte ad una crociera nel Dodecaneso insieme al resto della Divisione Speciale. Il 1º ottobre 1929 lo Stocco, come le unità gemelle, fu declassato a torpediniera.
La nave fu poi dislocata in Tripolitania per circa un anno. Il 28 settembre 1930 la torpediniera imbarcò 31 capi delle zavie, centri politici, economici e religiosi della confraternita senussita, arrestati in Cirenaica durante la repressione della rivolta senussita ed internati a Benina, e li deportò ad Ustica.
Tra il 1931 ed il 1933 la Stocco ebbe nuovamente base a Taranto e Messina, dopo di che fu dislocata a La Spezia, in seno alla IV Squadriglia Torpediniere. Nel 1932, in seguito all'entrata in servizio del cacciatorpediniere Strale, con caratteristica ottica ST, quella della Stocco venne mutata in SO. Nell'aprile-maggio 1933 fu comandante in seconda della torpediniera il guardiamarina Mario Arillo, futura Medaglia d'oro al valor militare. Nel 1934 la nave venne adibita a rimorchio bersagli alle dipendenze della I Squadra, compito che svolse sino all'inizio della seconda guerra mondiale.

### La seconda guerra mondiale

#### 1940
All'ingresso dell'Italia nella seconda guerra mondiale, il 10 giugno 1940, la Stocco apparteneva alla VI Squadriglia Torpediniere con base a Taranto, che formava insieme alle vecchie torpediniere Sirtori, Rosolino Pilo e Giuseppe Missori. L'unità fu impiegata prevalentemente nell'Adriatico meridionale e nel Golfo di Taranto in funzioni di scorta e, più saltuariamente, ricerca, soccorso e pattugliamento antisommergibile. Dapprima assegnata al V Gruppo Torpediniere di Taranto per le scorte nel Golfo di Taranto, la nave fu poi trasferita al III Gruppo Torpediniere, avente base a Brindisi.
A partire dal 5 settembre 1940, con la costituzione del Comando Superiore Traffico Albania (Maritrafalba), la Stocco, pur restando alle dipendenza di Marina Taranto e non di Maritrafalba, venne posta a disposizione del nuovo comando, per conto del quale svolse la maggior parte del proprio servizio di guerra, con compiti di scorta convogli e caccia antisommergibile.
Il 5 ottobre la Stocco svolse la sua prima missione per contro di Maritrafalba, scortando da Brindisi a Valona i piroscafi Alfio, Poseidone, Agata e Carmela carichi di materiali. Maritrafalba fu poi sciolto il 12 ottobre 1940, ma già il 21 ottobre fu ricostituito, e la Stocco venne nuovamente messa a sua disposizione.
Il 24 ottobre, all'1.10, la torpediniera lasciò Brindisi diretta a Durazzo, scortandovi le motonavi postali Piero Foscari e Filippo Grimani, insieme alle quali ripartì poi da Durazzo per tornare a Brindisi, arrivandovi alle 14.20. Già alle 18 dello stesso 24 ottobre, tuttavia, la Stocco partì da Bari per scortare il piroscafo Artiglio, avente a bordo 144 autoveicoli, a Durazzo, dove arrivò alle nove del 25. Tornata poi in Puglia, la nave ripartì da Brindisi alle 2.20 scortando la Foscari, in servizio postale per Durazzo, ma dovette rientrare a Brindisi a causa del mare mosso (la Foscari invece proseguì per Durazzo, dove arrivò alle otto del mattino).
La Stocco lasciò Brindisi il 4 novembre, tre quarti dopo la mezzanotte, scortando i piroscafi Acilia (con un carico di carne congelata) e Nautilus (adibito a traffico civile), con i quali arrivò a Valona alle dieci del mattino. La torpediniera si recò poi a Durazzo, da dove salpò a mezzogiorno del 6, scortando a Bari i piroscafi scarichi Oreste, Olimpia e Neghelli e giungendo in porto alle 9.50 del giorno seguente.
L'8 novembre, alle 18.40, l'unità, insieme all'anziana torpediniera Monzambano, lasciò Bari scortando il piroscafo Perla, con 94 automezzi, e la motonave Narenta, impiegata per traffico civile, arrivando a Durazzo alle 11.15 del 9 novembre. Il 12 novembre, alle 16, la Stocco e la Monzambano lasciarono Durazzo per scortare a Bari i piroscafi Campidoglio e Casaregis ed il motopeschereccio e nave frigorifera Genepesca II, tutti scarichi. Le navi arrivarono a Bari alle 7.30 del 13 novembre.
Il 15 novembre, alle 00.20, la Stocco ed un'altra vecchia torpediniera, la Giacomo Medici, partirono da Bari dirette a Valona, dove arrivarono alle 19, di scorta ai piroscafi Poseidone e Nautilus, adibiti a traffico civile. La nave ripartì poi da Bari alle 00.30 del 16 novembre scortando, insieme all'incrociatore ausiliario Capitano A. Cecchi ed alla torpediniera Generale Marcello Prestinari, il grosso piroscafo Piemonte e la motonave Donizetti, aventi a bordo 2554 uomini, 151 quadrupedi e 306 tonnellate di materiali: le navi arrivarono a Valona alle quattro di quel pomeriggio. Il giorno seguente, alle undici del mattino, Stocco e Prestinari ripartirono da Valona scortando la motonave Viminale ed i piroscafi Argentina e Quirinale, scarichi, giungendo a Brindisi dopo dieci ore di navigazione. La Stocco proseguì per Bari insieme ad Argentina e Quirinale.
Tornata in Albania, alle 7.45 del 18 novembre la torpediniera salpò da Durazzo unitamente al vecchio cacciatorpediniere Augusto Riboty, insieme al quale scortò a Brindisi i piroscafi Aventino e Milano, di ritorno vuoti. Il 24 novembre, alle sette del mattino, la Stocco partì da Valona scortando i piroscafi Poseidone, Nautilus e Bottiglieri, adibiti a servizio civile, a Brindisi, dove arrivò alle 19.50.
Alle 23 del 3 dicembre 1940 la Stocco ed un'altra anziana torpediniera, la Curtatone, lasciarono Bari alla volta di Durazzo di scorta ai piroscafi Italia e Quirinale ed alla motonave Donizetti, che trasportavano 2902 militari, 86 quadrupedi e 427 tonnellate di rifornimenti: il convoglio arrivò a destinazione alle 9.30 del giorno successivo. L'unità lasciò Durazzo alle 18.30 del 5 dicembre, di scorta al piroscafo Diana ed alle motonavi Barbarigo e Tergestea, scariche, con le quali arrivò a Bari alle otto del mattino del 6.
Il 7 dicembre, alle 3.20, la torpediniera partì da Brindisi per Valona, insieme all'incrociatore ausiliario Brindisi, scortando il piroscafo Argentina, avente a bordo 1547 militari, cinque automezzi e 224 tonnellate di rifornimenti, ed arrivando a destinazione alle undici del mattino dello stesso giorno. All'1.50 del 19 dicembre la Stocco salpò da Bari insieme all'incrociatore ausiliario Barletta, scortando a Durazzo un convoglio composto dalle motonavi Città di Savona e Donizetti e dai piroscafi Italia e Quirinale, che trasportavano in tutto 3514 uomini ed 85 tonnellate di rifornimenti: le navi giunsero a Durazzo alle 17.
Il 21 dicembre, all'1.30, Stocco e Barletta lasciarono Bari di scorta ai piroscafi Galilea e Milano ed alle motonavi Verdi e Puccini, aventi a bordo 3804 militari, 182 quadrupedi e 360 tonnellate di rifornimenti, ed alla motonave Narenta, che si fermò a Brindisi. Il resto del convoglio raggiunse Durazzo alle tre del pomeriggio. La Stocco lasciò Durazzo il giorno seguente, alle 12.30, scortando a Bari, dove giunsero alle 4.30 del 23, Galilea, Milano, Verdi e Puccini, che tornavano vuoti.

#### 1941
Il 31 gennaio 1941 la Stocco urtò una mina appartenente ad uno sbarramento posato tre giorni prima dal sommergibile HMS Rorqual tra Fiume e l'isola di Sansego: lo scoppio spezzò in due la torpediniera, che tuttavia rimase a galla, ed entrambi i tronconi poterono essere rimorchiati a Fiume tra il 10 ed il 27 febbraio, anche se da una foto che ritrae un gruppo di marinai dello Stocco, tra cui Vito Paparella (fuochista), lo Stocco il 4 febbraio 1941 effettuò una navigazione per soccorrere i naufraghi di un piroscafo affondato. I danni della mina, sebbene estremamente gravi, furono riparati.
La nave riprese la propria attività sulle rotte dell'Albania. Il 27 giugno 1941 la Stocco ed il Barletta scortarono la motonave Città di Marsala, con a bordo personale e materiale delle forze armate, da Brindisi a Durazzo, e l'indomani le due stesse unità scortarono la Città di Marsala ed i piroscafi Galilea e Milano, carichi di militari e materiale militare, da Durazzo a Bari.
Il 4 luglio Stocco e Barletta scortarono da Valona a Brindisi l'Argentina e la Viminale, con a bordo truppe che rimpatriavano e materiali, mentre il giorno seguente la torpediniera, da sola, scortò da Brindisi a Durazzo il piroscafo Rosandra, con personale militare. Il 6 luglio la Stocco, di nuovo insieme al Barletta, scortò da Durazzo a Bari le motonavi Città di Marsala e Puccini ed i piroscafi Milano e Rosandra, con a bordo 3400 militari che rimpatriavano, 1406 operai militarizzati e 70 quadrupedi.
Il 7 luglio la sola Stocco scortò le motonavi Città di Agrigento e Città di Trapani, con personale e materiale militare, da Brindisi a Valona. Tre giorni più tardi la nave, unitamente al Barletta, scortò da Valona a Brindisi la motonave Rossini ed i piroscafi Italia e Quirinale, con a bordo 2700 militari che rimpatriavano. Il 12 luglio la torpediniera fu di scorta a Rossini, Quirinale, Italia e Galilea, in navigazione con truppe e rifornimenti da Brindisi a Valona.
Il 13 luglio la nave, insieme all'incrociatore ausiliario Zara, scortò da Valona a Brindisi Rossini, Italia e Quirinale, con truppe e quadrupedi che rimpatriavano, mentre il giorno seguente Stocco e Zara scortarono da Valona a Brindisi la Città di Marsala ed il Galilea, anch'essi carichi di militari rimpatrianti. Il 16 luglio la Stocco e lo Zara scortarono da Brindisi a Durazzo Puccini, Italia, Rosandra e Quirinale, con personale e materiale delle forze armate, mentre due giorni dopo fu di scorta alle motonavi Puccini e Rossini in navigazione con truppe e materiali da Durazzo ad Antivari. Il 19 luglio Stocco e Zara, insieme alla Giacomo Medici, scortarono da Durazzo a Cattaro Italia, Aventino, Milano e Città di Marsala, con truppe e materiali.
Il 20 luglio la Stocco scortò da Cattaro a Durazzo la motonave Marin Sanudo, con a bordo truppe e rifornimenti, mentre il 24, insieme al Brindisi, fu di scorta ad Aventino e Milano che rientravano da Durazzo a Bari con a bordo 1600 militari rimpatrianti, automezzi ed altri materiali.
Il 4 agosto la Stocco ed il Brindisi scortarono dapprima il piroscafo Milano e la motonave Rossini, con personale del Regio Esercito diretto in varie destinazioni, da Bari a Durazzo, e poi la motonave Donizetti ed il piroscafo Quirinale, con 2000 militari rimpatrianti, da Durazzo a Bari. Il 6 agosto la Stocco, tornata a Durazzo, rientrò a Bari scortando Rossini e Milano che tornavano con truppe rimpatrianti.
Il 16 agosto la torpediniera scortò il piroscafo Francesco Crispi, con personale militare che rimpatriava, da Patrasso a Brindisi, mentre il 25, insieme al Barletta, fu di scorta alle motonavi Città di Marsala e Città di Alessandria ed ai piroscafi Rosandra e Milano, con a bordo personale delle forze armate, in navigazione da Bari a Durazzo. Due giorni dopo, il 27 agosto, la Stocco ed il Brindisi scortarono da Durazzo a Bari Città di Alessandria, Milano e Rosandra con 3250 militari che rimpatriavano.
Il 2 settembre la Stocco scortò da Porto Edda a Brindisi i piroscafi Contarini e Tarquinia (che navigavano separatamente), e più tardi nello stesso giorno scortò da Brindisi a Patrasso i piroscafi Devoli e Sagitta, quest'ultimo diretto a Rodi. Tre giorni più tardi la torpediniera scortò da Patrasso a Brindisi i piroscafi Thessalia (tedesco) ed Abbazia, con personale militare, mentre l'8 settembre fu di scorta, da Taranto a Prevesa, al piroscafo Tripoli. Il 10 settembre Stocco e Barletta scortarono da Brindisi a Prevesa, via Corfù, le motonavi Città di Savona e Città di Bastia, con personale del Regio Esercito e della Regia Aeronautica con destinazioni varie, nonché rifornimenti.
Il 12 settembre l'unità scortò da Corfù a Prevesa la Città di Savona. Due giorni dopo la Stocco scortò da Patrasso a Brindisi le motonavi Calino e Calitea, mentre il 16, unitamente allo Zara, scortò da Brindisi a Valona la Città di Alessandria, avente un carico di rifornimenti. Il 18 settembre Stocco e Zara scortarono da Brindisi a Valona il piroscafo Galilea, avente a bordo truppe e rifornimenti, e quattro giorni dopo la Stocco, insieme all'incrociatore ausiliario Arborea, scortò da Brindisi a Patrasso i piroscafi Francesco Crispi e Piemonte, che trasportavano personale del Regio Esercito e della Regia Marina diretto a varie destinazioni.
Il 3 ottobre la nave, insieme al Brindisi, scortò da Valona a Patrasso i piroscafi Galilea ed Aventino, con truppe e materiali; l'11 ottobre la torpediniera scortò da Patrasso a Gallipoli la motonave Maria, carica di munizioni. Il 26 ottobre la Stocco scortò da Brindisi a Valona il piroscafo Gismondi, carico di militari.
Il 7 novembre la torpediniera, insieme all'incrociatore ausiliario Attilio Deffenu, fu di scorta da Bari a Patrasso ai piroscafi Francesco Crispi e Piemonte ed alla motonave Viminale, con truppe e rifornimenti, mentre l'11 la sola Stocco scortò da Navarino a Patrasso il piroscafo tedesco Savona. Il 18 novembre, invece, la Stocco scortò da Patrasso a Bari, insieme al Deffenu e ad un'altra anziana torpediniera, la generale Carlo Montanari, Crispi, Piemonte e Viminale che rientravano in Puglia trasportando 4120 militari rimpatrianti. Il 28 novembre la nave, insieme allo Zara, scortò Piemonte, Viminale e Galilea, aventi a bordo militari diretti a varie destinazioni, da Bari a Patrasso.
Il 12 dicembre Stocco e Zara scortarono da Patrasso a Bari Galilea, Piemonte e Viminale, che trasportavano 4000 militari rimpatrianti, mentre cinque giorni più tardi la torpediniera, insieme al Brindisi, scortò da Durazzo a Bari Aventino, Italia, Rosandra e Viminale, con 3000 militari che rimpatriavano. Il 19 dicembre Stocco e Brindisi scortarono da Bari a Durazzo Donizetti, Quirinale e Rosandra carichi di truppe e rifornimenti, ed il 21 le due unità rientrarono da Durazzo a Bari il Quirinale ed il Rosandra che tornavano con truppe rimpatrianti.
La vigilia di Natale la Stocco scortò da Bari a Durazzo il piroscafo Aventino, avente a bordo militari e rifornimenti, mentre il 26 dicembre la torpediniera lasciò Durazzo di scorta allo stesso Aventino, che tornava a Bari con truppe che rimpatriavano. Il 30 dicembre l'unità scortò da Bari a Durazzo Italia, Rosandra e Quirinale, carichi di truppe e materiali.

#### 1942

La Stocco con colorazione mimetica.

Il 1942 iniziò per la Stocco con una missione di scorta, il 2 gennaio, insieme allo Zara, ai piroscafi Italia, Quirinale e Rosandra, carichi di militari che rimpatriavano, da Durazzo a Bari. Il 4 gennaio la torpediniera e l'incrociatore ausiliario scortarono da Bari a Durazzo Italia, Quirinale e Rosandra, con a bordo truppe e materiali. Il 30 gennaio la nave, insieme all'incrociatore ausiliario Città di Napoli, scortò da Bari a Durazzo i piroscafi Aventino e Città di Catania.
Il 5 febbraio Stocco e Città di Napoli scortarono da Durazzo a Bari Donizetti, Aventino e Città di Catania con truppe che rimpatriavano, mentre il 7 la torpediniera scortò da Brindisi a Corfù, unitamente all'incrociatore ausiliario Egitto, i piroscafi Vesta ed Hermada, con truppe e rifornimenti. L'indomani Stocco, Egitto, Città di Napoli, Montanari ed una torpediniera più moderna, l'Antares, scortarono da Corfù a Patrasso un convoglio composto dalla motonave Città di Bergamo e dai piroscafi da carico Potestas, Volodda, Vesta, Mameli, Hermada, Rosario e Salvatore.
Il 13 febbraio la Stocco scortò da Navarino a Patrasso la nave cisterna Prometeo, mentre l'indomani, insieme al Città di Napoli, fu di scorta alla nave cisterna bulgara Balcik da Patrasso a Brindisi. Il 15 febbraio la Stocco e l'Arborea scortarono da Patrasso a Brindisi, via Corfù, il piroscafo tedesco Cagliari, ed il giorno seguente la torpediniera fu di scorta alla piccola nave cisterna Abruzzi ed al piroscafo Favorita nella navigazione da Brindisi a Durazzo. Il 21 febbraio Stocco, Arborea e Città di Napoli scortarono da Bari a Durazzo Aventino, Italia e Città di Catania, aventi a bordo truppe e rifornimenti.
Il 9 marzo la torpediniera scortò da Taranto a Patrasso il piroscafo germanico Hans Schmidt. Al largo di Santa Maria di Leuca il convoglio si unì ad un altro anch'esso diretto a Patrasso ma partito da Brindisi, composto dai piroscafi Motia, Probitas e Caterina M. e dal cacciatorpediniere Turbine.
Il 16 marzo 1942 la Stocco prese parte all'operazione «Sirio»: insieme alle torpediniere Pallade e Generale Marcello Prestinari ed ai cacciatorpediniere Ugolino Vivaldi, Lanzerotto Malocello, Emanuele Pessagno e Nicolò Zeno, la nave scortò da Napoli a Tripoli la grande e moderna motonave da carico Vettor Pisani (nell'ambito della stessa operazione il piroscafo tedesco Reichenfels fu invece scortato dalle torpediniere Lince e Polluce, mentre la motonave Assunta De Gregori fu scortata dal cacciatorpediniere Premuda e dalla torpediniera Castore). L'operazione fruiva anche della scorta indiretta dell'incrociatore leggero Emanuele Filiberto Duca d'Aosta e dei cacciatorpediniere Scirocco e Grecale. I tre mercantili, aventi a bordo in tutto 36 carri armati, 278 automezzi, 13.124 tonnellate di rifornimenti e 103 militari, giunsero a destinazione senza problemi, dopo di che le unità che li avevano scortati assunsero la scorta di quattro motonavi che rientravano dalla Libia in Italia.
Il 4 aprile la Stocco e l'Antares scortarono da Taranto ad Argostoli la nave cisterna Alberto Fassio ed i piroscafi Pluto e Reha. L'11 dello stesso mese la nave fu di scorta alla motocisterna Rondine in navigazione da Taranto a Patrasso, mentre il 20 aprile l'unità scortò il piroscafo Audace da Patrasso a Brindisi.
Il 7 maggio la Stocco, unitamente alla Medici ed all'incrociatore ausiliario Lorenzo Marcello, scortò Donizetti e Quirinale da Bari a Zante con truppe e rifornimenti, e poi da Zante a Bari con militari che rimpatriavano. Quattro giorni dopo la Stocco, insieme al Marcello ed alla torpediniera Generale Antonino Cascino, scortò da Bari a Durazzo i piroscafi Italia e Rosandra carichi di truppe e rifornimenti. Più tardi nella stessa giornata, l'11 maggio, la Stocco e l'incrociatore ausiliario Brioni scortarono da Patrasso a Bari la motonave Calino. Cinque giorni più tardi Stocco, Marcello e Cascino scortarono di nuovo l'Italia ed il Rosandra, aventi a bordo truppe che rimpatriavano, da Durazzo a Bari.
Il 29 giugno la nave scortò da Brindisi ad Argostoli il piroscafo Contarini, carico di rifornimenti. Il 7 luglio la Stocco scortò da Patrasso a Bari la motonave Calino, diretta a Rodi, mentre una settimana più tardi scortò da Brindisi a Patrasso i piroscafi Minerva ed Abbazia ed il 24 luglio fu di scorta, da Patrasso a Taranto, al motopeschereccio e nave frigorifera Genepesca I.
Il 7 agosto la Stocco e lo Zara scortarono la motonave Donizietti, con a bordo personale militare e rifornimenti, da Bari a Patrasso. Il 12 agosto la torpediniera scortò da Durazzo a Bari, insieme all'Arborea, il piroscafo Quirinale con militari rimpatrianti, mentre tre giorni dopo Stocco ed Arborea scortarono da Bari a Durazzo di nuovo il Quirinale, carico di truppe e materiali.
Il 19 Stocco ed Arborea furono di scorta al piroscafo Rosandra, in navigazione con truppe e rifornimenti da Bari a Durazzo. Il 25 agosto Stocco ed Arborea scortarono il Quirinale da Bari a Durazzo, mentre l'indomani furono di scorta al Rosandra da Antivari a Bari; il 29 agosto la sola Stocco scortò da Bari a Patrasso il piroscafo Padenna.
Il 1º settembre la torpediniera scortò il piroscafo Chisone da Patrasso a Bari, e due giorni dopo, di nuovo insieme all'Arborea, scortò il Rosandra da Bari a Durazzo. Il 5 settembre la Stocco scortò il piroscafo Cesco da Bari a Valona, mentre il 10, nuovamente con l'Arborea, scortò ancora il Rosandra, con truppe che rimpatriavano, da Durazzo a Bari; il 13 la torpediniera, insieme allo Zara, al cacciatorpediniere Premuda ed alla torpediniera Antonio Mosto, scortò da Bari a Durazzo i piroscafi Chisone, Quirinale e Rosandra con truppe e rifornimenti. Il 21 settembre l'unità scortò da Brindisi a Patrasso il piroscafo cisterna Lina Campanella, mentre il 27 dello stesso mese fu di scorta al Genepesca I in navigazione da Patrasso a Brindisi.
Il 10 ottobre la Stocco e lo Zara scortarono da Bari a Valona i piroscafi Cesco ed Aventino, con a bordo militari e materiali, e due giorni dopo la Stocco, insieme al cacciatorpediniere Riboty ed all'incrociatore ausiliario Città di Genova, scortò da Bari a Durazzo i piroscafi Rosandra e Quirinale, con a bordo truppe e rifornimenti.
L'8 novembre la torpediniera, unitamente al cacciatorpediniere Folgore, scortò la nave cisterna Annarella da Brindisi a Patrasso. Il 21 novembre l'unità, insieme all'incrociatore ausiliario Olbia ed al cacciatorpediniere Sebenico, scortò da Bari a Durazzo il Rosandra ed il Quirinale, con truppe e materiali, mentre il 26 scortò da sola i piroscafi Pluto ed Abbazia da Patrasso a Brindisi. Il 1º dicembre la nave, unitamente all'Olbia, scortò da Durazzo a Bari Quirinale e Rosandra con personale militare e materiali.
Nel corso del 1942 la Stocco subì lavori di rimodernamento che videro l'eliminazione di due pezzi da 102/45 e l'imbarco di due scaricabombe di profondità.

#### 1943
Nel 1943 la Stocco, oltre che verso l'Albania e la Grecia, venne impiegata prevalentemente, con base a Brindisi, nelle scorte al traffico mercantile verso la Dalmazia. La nave fu assegnata al III Gruppo Torpediniere del Dipartimento Militare Marittimo «Ionio e Basso Adriatico», insieme alle similari Giuseppe Missori, Giuseppe Sirtori, Giuseppe Cesare Abba, Enrico Cosenz e Giuseppe Dezza.
Il 27 giugno 1943 la Stocco scortò da Patrasso a Brindisi, insieme alla gemella Sirtori ed al piccolo incrociatore ausiliario Rovigno, i piroscafi Milano, Quirinale e Campidoglio. Il 1º luglio la nave scortò da Brindisi a Corfù i piroscafi Salvatore e Probitas, mentre il 9 fu di scorta, insieme alla torpediniera Giuseppe Cesare Abba, al Campidoglio da Brindisi a Corinto, ed il 13 luglio scortò, ancora unitamente all'Abba, il Campidoglio e la motonave Città di La Spezia da Valona a Bari.
Il 25 luglio l'unità, insieme alla torpediniera Sagittario, scortò da Patrasso a Corfù e quindi a Bari i piroscafi Probitas e Dubac. Il 2 agosto la Stocco scortò da Bari a Patrasso la motonave cisterna Ugo Fiorelli.
La Stocco stava rientrando a Brindisi da una missione di scorta dalla Dalmazia, la sera dell'8 settembre 1943, quando captò alla radio la trasmissione che annunciava l'armistizio tra l'Italia e gli Alleati.
Il 13 settembre la Stocco e la gemella Sirtori furono inviate a Corfù per supportare la guarnigione italiana dell'isola nella difesa dagli attacchi tedeschi (in particolare l'isola e la città erano continuamente sottoposte ad attacchi della Luftwaffe). L'indomani, tuttavia, a seguito di un attacco aereo che mise fuori uso la Sirtori, la Stocco fu fatta tornare a Brindisi: dopo aver pattugliato la costa meridionale di Corfù sino al limite dell'autonomia, come da ordini, ed aver respinto con le proprie mitragliere un attacco da parte di quattro velivoli tedeschi, la torpediniera rientrò nel porto pugliese in serata.
All'alba del 24 settembre la Stocco lasciò Brindisi per scortare a Santi Quaranta, insieme alla corvetta Sibilla, un convoglio composto dai piroscafi Dubac e Probitas e dalla motonave Salvore, che avrebbero dovuto imbarcare ed evacuare la Divisione «Perugia», stanziata in Albania. Durante la navigazione la Stocco fu distaccata per contrastare un tentativo di sbarco a Corfù da parte delle forze tedesche. La torpediniera fu però ripetutamente attaccata da numerosi bombardieri tedeschi Junkers Ju 87 «Stuka»: la nave riuscì ad abbattere uno degli aerei assalitori, ma fu poi colpita a sua volta, venendo immobilizzata con parecchie vie d'acqua, e s'inabissò ad ovest di Corfù (secondo altra fonte la Stocco, gravemente danneggiata dagli aerei, venne autoffondata dall'equipaggio). Il comandante della nave, un sottotenente di vascello e dieci marinai, tutti feriti, vennero tratti in salvo dalla popolazione dell'isolotto di Marlera, ed il 29 settembre s'imbarcarono su di una barca a vela condotta da quindici militari italiani in fuga da Corfù, riuscendo ad arrivare a Brindisi nella mattinata del 30 settembre.
In tutto il secondo conflitto mondiale la Stocco aveva svolto in tutto 174 missioni di guerra (157 di scorta e 17 di altro tipo), percorrendo in tutto 69.000 miglia nautiche.